# USS Ranger (CV-4)
Pour les autres navires du même nom, voir USS Ranger.
L’USS Ranger (CV-4) fut le premier porte-avions de l'US Navy conçu et construit en tant que tel. Les trois premiers étaient tous des navires transformés :
- l’USS Langley (CV-1), ex-charbonnier,
- l’USS Lexington (CV-2), mis sur cale en tant que croiseur de ligne,
- l’USS Saratoga (CV-3), idem.

Il fut également l'un des trois porte-avions conçus avant-guerre à survivre à la Seconde Guerre mondiale.

## Caractéristiques
Lancé en 1933 par le chantier naval Newport News Shipbuilding, l'USS Ranger ne fut jamais modifié pendant ses 13 ans d'existence. Extérieurement, il ressemblait à l'USS Langley (CV-1), sa structure de pont était indépendante de celle de la coque et possédait de grandes ouvertures entre les pylônes de soutien. Par rapport à ces deux prédécesseurs, les cheminées n'étaient pas intégrées dans l'îlot (il s'agit de la structure située sur un côté du pont d'envol, approximativement à mi-distance de la proue et la poupe, dans laquelle sont rassemblés les moyens de contrôle et de direction du navire et des avions embarqués), elles apparaissaient, à l'arrière, par groupes de trois de part et d'autre du navire. Deux ascenseurs, tous dans l'axe du navire, se situaient l'un à l'arrière, l'autre à l'avant. Le pont d'envol, épais de 25 mm, était blindé pour la première fois sur une telle unité.

## Histoire

### Entre-deux-guerres

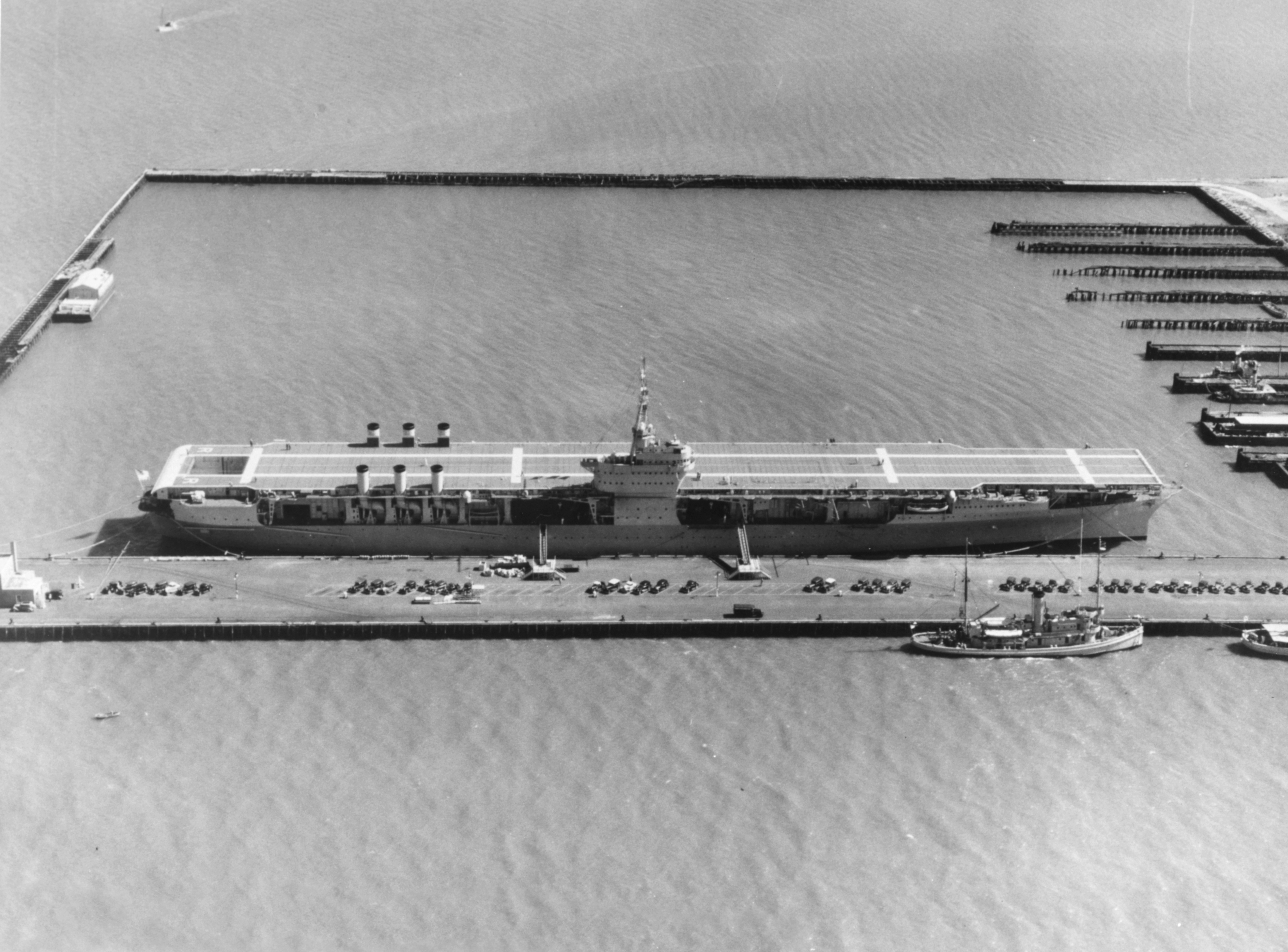
USS Ranger (CV-4) à la station navale de Norfolk le 7 juin 1934

Le Ranger a effectué ses premières opérations de vol au large des caps de Virginie le 21 juin 1934 et a quitté Norfolk le 17 août pour une croisière d'essai qui l'a emmenée à Rio de Janeiro, Buenos Aires et Montevideo. Il est retourné à Norfolk le 4 octobre pour des opérations au large des caps de Virginie et deux escales à cale sèche pour des réparations post-test jusqu'au 1er avril 1935, date à laquelle il a navigué vers le Pacifique. Transitant le canal de Panama le 7 avril, il arrive à San Diego le 15 avril 1934. Pendant près de quatre ans, il a participé à des exercices de flotte à Hawaï, aux premiers essais par temps froid d'un porte-avions en Alaska et à des opérations maritimes occidentales qui l'ont emmenée aussi loin au sud que Callao, au Pérou, et aussi loin au nord que Seattle, Washington. Le 4 janvier 1939, il quitta San Diego pour les opérations hivernales de la flotte dans les Caraïbes basées à Guantanamo Bay, Cuba. Il a ensuite navigué vers le nord jusqu'à Norfolk, arrivant le 20 avril. Le Ranger a navigué le long de la côte est de Norfolk et dans la mer des Caraïbes. À l'automne 1939, il a commencé les opérations de patrouille de neutralité, opérant à partir des Bermudes le long des routes commerciales du centre de l'Atlantique et sur la côte est jusqu'à Argentia, Terre-Neuve. En décembre 1940, l'escadrille du Ranger VF-4 devient l'une des premières unités à accueillir le tout nouveau Grumman F4F-3 Wildcat.

### Seconde Guerre mondiale
L'USS Ranger fut l'un des rares porte-avions de l'US Navy à n'avoir jamais engagé la marine impériale japonaise durant la Seconde Guerre mondiale. Il fut principalement affecté à la flotte de l'Atlantique et servit surtout sur le front européen et en Méditerranée.

#### 1942
En décembre 1941, il revenait à Norfolk d'une patrouille océanique s'étendant jusqu'à Port of Spain, Trinité-et-Tobago, lorsque les Japonais attaquèrent Pearl Harbor. Arrivé à Norfolk le 8 décembre, il appareilla le 21 décembre pour patrouiller dans l'Atlantique Sud. Il entre ensuite dans la base navale de Norfolk pour des réparations le 21 mars 1942. Le Ranger est l'un des 14 navires à recevoir le radar RCA CXAM-1.

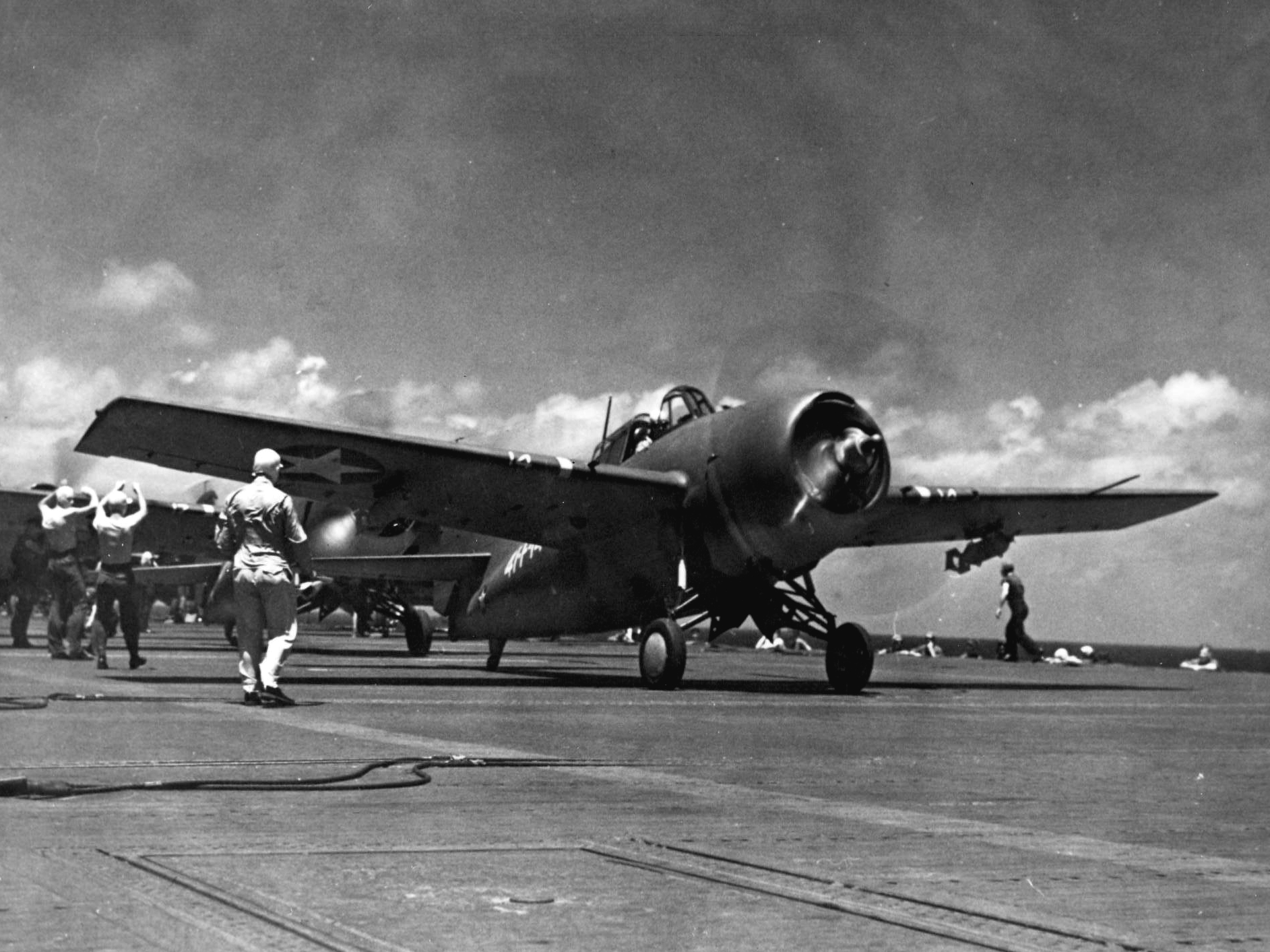
F4F-3 Wildcat de l'escadrille VF-41 sur le USS Ranger en 1942

Le 15 avril 1942, le premier ministre Winston Churchill télégraphia au président Franklin D. Roosevelt demandant que le cuirassé North Carolina et le Ranger renforcent la flotte de l'Est après l'attaque de l'océan Indien. La veille, en réponse à la notification préalable de la demande de renfort transmise par le général George Marshall, alors en visite à Londres, l'amiral Ernest King avait déjà définitivement déclaré que le Ranger et tout autre unité importante de la flotte n'a pas pu être mise à la disposition de l'océan Indien. Il a déclaré que la seule façon pour la Marine américaine d'aider était d'utiliser le Ranger pour transporter les avions nécessaires pour amener la 10e Air Force à sa pleine capacité opérationnelle. La réponse de King à l'insistance de Churchill a montré un manque de tact. Roosevelt a soutenu King, mais a atténué le projet de King, exagérant les échecs du Ranger pour guider les Britanniques à accepter la mission de ferry.
Naviguant depuis Quonset Point Naval Air Station, Rhode Island, le Ranger a transporté 68 Curtiss P-40E et a pris la mer le 22 avril, lançant les avions de l'armée le 10 mai pour atterrir à Accra, sur la côte africaine (Ghana). Les P-40 constituaient un renfort général pour l'American Volunteer Group (bientôt rebaptisé 23rd Fighter Group de l'Air Force) en Chine, pour remplacer ses pertes, ainsi que pour former une seconde unité, le 51st Fighter Group. Bien qu'aucune difficulté n'ait été rencontrée pour décoller du pont Ranger, des erreurs dans la traversée de l'Afrique ont entraîné la perte d'une dizaine d'avions en cours de route. De retour à Quonset Point le 28 mai, il a effectué une patrouille à Argentia, Terre-Neuve.
En août 1942, il transporta des appareils pour les divisions en Afrique. Après les victoires du général allemand Erwin Rommel en mai et juin, notamment la chute de Tobrouk lors de la bataille de Gazala, les États-Unis ont accepté d'engager sur le théâtre nord-africain un total de neuf groupes de combat, dont sept devaient être en opération à la fin de 1942. La contribution du «Ranger» à la création de la Neuvième Air Force consistait à transporter 72 autres P-40 de l'armée. Cette fois, il a transporté une unité de combat complète, le 57th Fighter Group, qu'il a déposé au large des côtes africaines à Accra le 19 juillet. Les leçons tirées de la mission précédente du ferry ont entraîné des pertes négligeables, pour lesquelles le 57e a reçu des éloges. Le Groupe était opérationnel avec la Desert Air Force à temps pour participer à la seconde bataille d'El Alamein.
Une fois passé Trinidad, il retourna à Norfolk pour s'entraîner au combat local jusqu'au 1er octobre, puis basa sa formation aux Bermudes, en compagnie de quatre nouveaux navires d'escorte de la classe Sangamon, des navires convertis à partir de pétroliers pour augmenter la puissance aérienne américaine dans l'océan Atlantique.

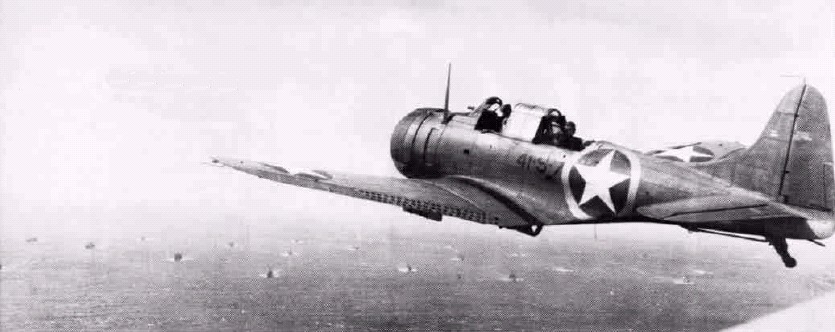
SBD-3 Dauntless 41-S-7 survolant la flotte de l'opération Torch

Il participa en novembre 1942 au débarquement des forces alliées en Afrique du Nord (opération Torch). En tant que plus grand porte-avions de la flotte de l'Atlantique, le Ranger a dirigé la Task Force composée de lui et de quatre autres porte-avions d'escorte USS Santee , USS Sangamon, USS Chenango et USS Suwannee sous le commandement direct de Georges Patton. Ceux-ci ont fourni la supériorité aérienne lors de l'invasion amphibie du Maroc sous domination française du régime de Vichy. Le 8 novembre 1942, le débarquement allié en Afrique du Nord débute. Les forces gouvernementales françaises de Vichy ont attaqué les forces alliées pour défendre le Maroc français neutre dans ce qui est devenu la bataille navale de Casablanca, et la bataille de Port Lyautey.

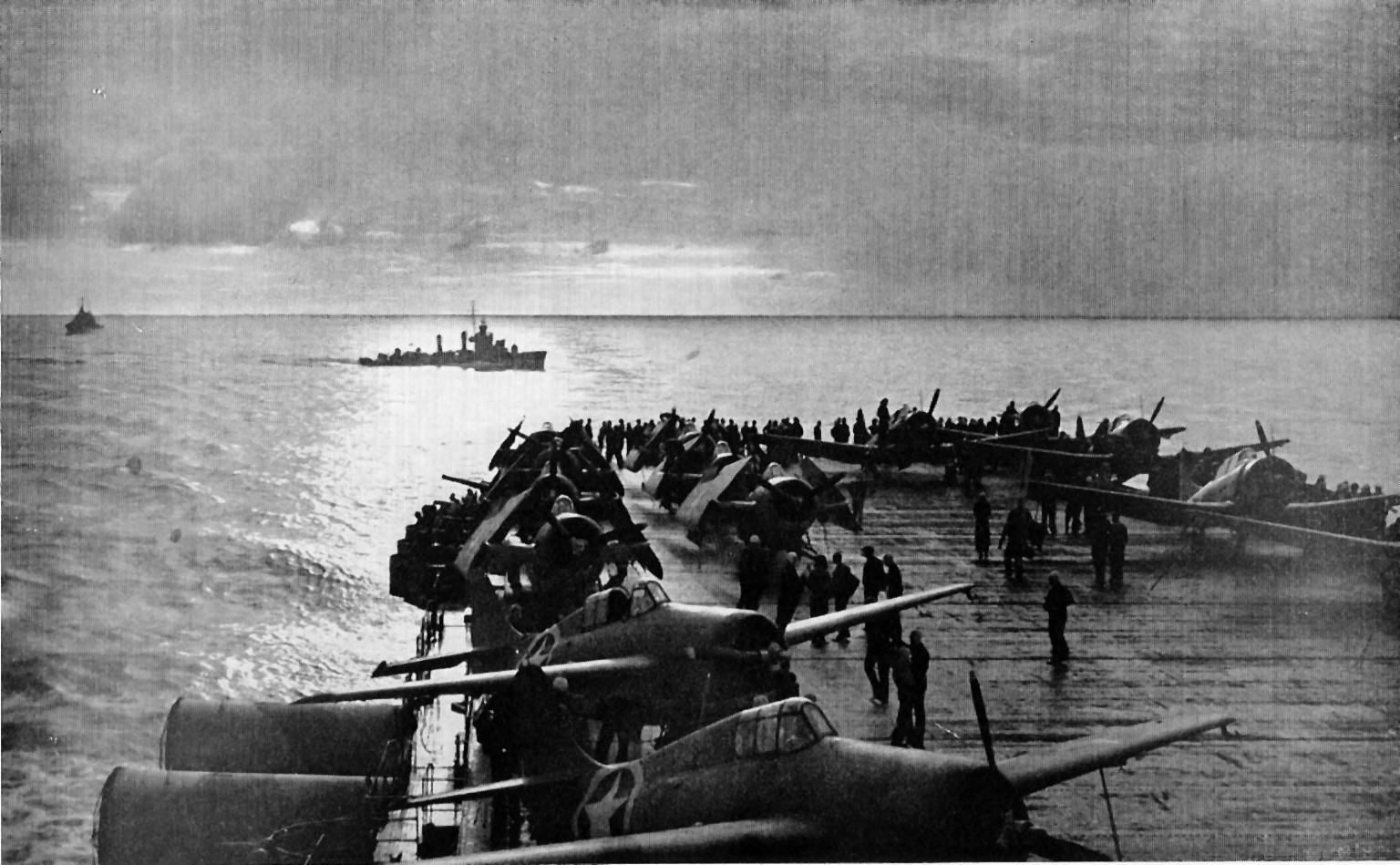
Avions sur le pont du Ranger pendant l'Operation Torch

Il faisait encore nuit à 06h15 ce jour-là lorsque le Ranger, qui se trouvait à 48 kilomètres au nord-ouest de Casablanca, a commencé à lancer ses avions pour soutenir les atterrissages effectués en trois points sur la côte atlantique de Afrique du Nord. Neuf de ses chasseurs Wildcat ont attaqué les aérodromes de Rabat-Ville et Rabat-Salé-Kenitra, quartier général des forces aériennes françaises au Maroc. Sans pertes, ils ont détruit sept chasseurs dans un des bases et quatorze bombardiers dans l'autre. Un autre vol a détruit sept avions dans la base de Port-Lyautey. Certains des avions Ranger ont mitraillé quatre destroyers dans le port de Casablanca, tandis que d'autres ont bombardé des batteries côtières à proximité.

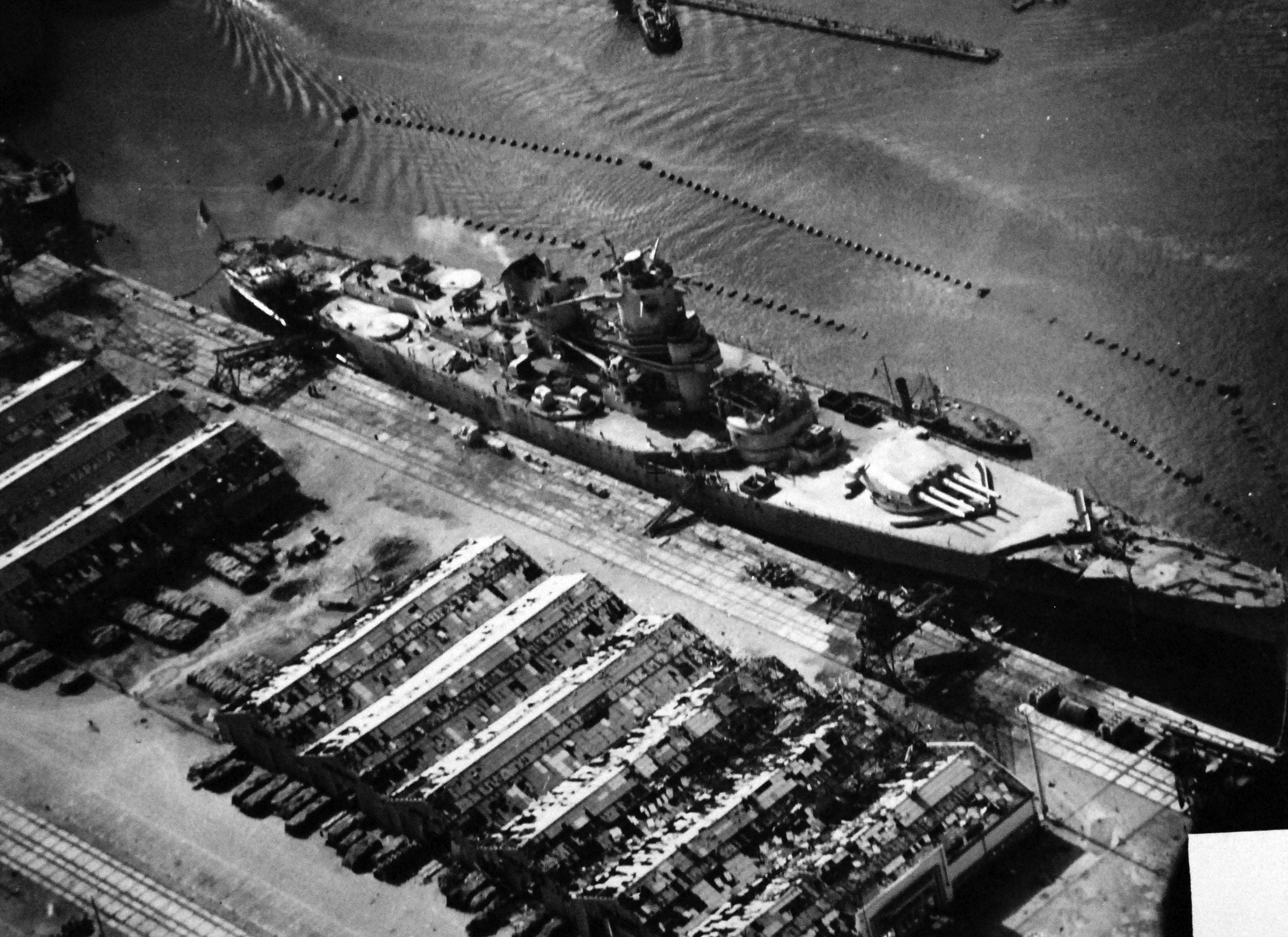
Le cuirassé français Jean Bart dans le port de Casablanca, photographié depuis un avion de l'USS Ranger

Le cuirassé Jean Bart alors dans le port de Casablanca ouvrit le feu avec quatre canons de 380 mm depuis sa seule tourelle d'artillerie opérationnelle sur les navires de guerre américains couvrant le débarquement. Il a été touché et modérément endommagé par des bombardiers en piqué SDB Dauntless, puis réduit au silence par la cinquième salve d'artillerie de 406 mm du cuirassé Massachusetts, qui a heurté le mécanisme de rotation de la tourelle en état de marche.
La tourelle Jean Bart fut rapidement réparée. Et le 10 novembre, le Jean Bart rouvre le feu et manque de toucher le croiseur lourd Augusta, vaisseau amiral de la Task Force 34. En représailles, les bombardiers « Ranger » ont alors infligé de graves dommages au « Jean Bart » avec deux bombes lourdes frappant la proue et la poupe, faisant couler le navire français dans le port avec son pont inondé (22 marins morts),.
Le Ranger fut pendant ce débarquement attaqué par le sous-marin français Le Tonnant parti du port de Casablanca à 18h35 le 8 novembre 1942 avec seulement quatre torpilles à bord pour tenter d'atteindre Toulon. À 08h50 le 10 novembre, il détecte la task force américaine au nord de Casablanca et lance ses quatre torpilles sur le Ranger, qui les évite. Les escortes du Ranger ont contre-attaqué mais ne lui ont infligé aucun dommage. Un PBY Catalina l'a bombardé et endommagé par la suite ce qui a obligé Le Tonnant à se saborder devant le port de Cadix le 13 novembre.
En plus d'endommager et de couler le Jean Bart, les avions d'attaque du Ranger ont frappé deux bombes directes sur le contre-torpilleur français Albatros, avariant le navire, le forçant à s'échouer et faisant 300 victimes. Ils ont également attaqué le croiseur Primauguet alors qu'il quittait le port de Casablanca, coulé 5 sous-marins, 6 torpilleurs et largué des grenades sous-marines, mettant en danger deux sous-marins américains. Les avions « Ranger » ont également détruit des batteries de défense côtière et anti-aériennes, détruit plus de soixante-dix avions ennemis au sol et abattu quinze avions Vichystes en combat aérien. On estime que 21 chars légers ennemis ont été bloqués et environ 86 véhicules militaires détruits – la plupart étant des camions de transport de troupes. Le Ranger avait effectué 496 sorties de combat au cours de l'opération de trois jours, avec seize avions perdus ou endommagés au-delà de toute réparation. Après la reddition des Forces de Vichy au Maroc, l'USS Ranger a quitté la côte marocaine le 12 novembre, retournant à Hampton Roads le 24 novembre et Norfolk le 14 décembre 1942.
Le 2 décembre 1942, Ranger fut de nouveau demandé dans un télégramme de Churchill à Roosevelt, cette fois en relation avec les malheurs américains. La perte du Hornet lors de la bataille des îles Santa Cruz a déclenché une série confuse de messages demandant des renforts pour les porte-avions britanniques dans le Pacifique. Pour répondre à la demande, Churchill offrit le Illustrious et le Victorious en échange du Ranger remplaçant le Vitorious dans la Home Fleet. King a accepté un porte-avions, mais a gardé Ranger pour une utilisation dans l'Atlantique ou le Pacifique à sa discrétion.

#### 1943
Après s'être entraîné dans la baie de Chesapeake, le Ranger a subi une révision au chantier naval de Norfolk du 16 décembre 1942 au 7 février 1943. En décembre, le 33rd Fighter Group a subi de lourdes pertes en Tunisie et avait besoin de renfort. À la demande du général Dwight D. Eisenhower, le Ranger a quitté Norfolk le 8 janvier avec le 325th Fighter Group à bord pour être livré à Casablanca. Il a répété la mission avec une autre charge utile, 75 chasseurs P-40L du 58e groupe de chasse pour l'armée de l'air en Afrique, arrivant à Casablanca le 23 février.

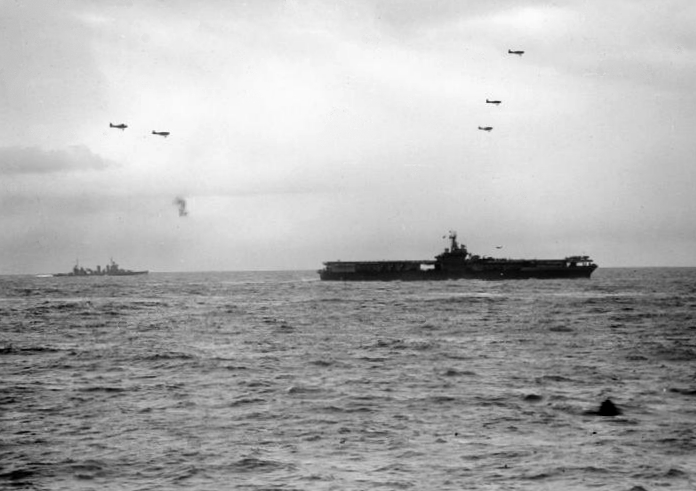
USS Ranger et pendant l'opération Leader

Le Ranger a quitté Scapa Flow avec la Home Fleet de la Royal Navy le 2 octobre pour l'opération Leader (en) afin d'attaquer la flotte allemande dans les eaux norvégiennes. L'objectif de la force était le port de Bodø, au nord de la Norvège. La task force a atteint la position de lancement au large de Vestfjorden avant l'aube du 4 octobre, sans être détectée. À 06h18, le Ranger a lancé vingt bombardiers en piqué Douglas SBD Dauntless et une escorte de huit Wildcats. Une division de bombardiers en piqué a attaqué le cargo de 8 100 tonnes La Plata, tandis que le reste a continué vers le nord pour attaquer un convoi de navires allemands. Les bombardiers ont gravement endommagé un pétrolier de 10 000 tonnes et un transport de troupes plus petit. Ils ont également coulé deux des quatre petits navires marchands allemands dans le port de Bodø.
Un deuxième groupe d'attaque Ranger, composé de 10 torpilleurs Grumman TBF Avenger et de six Wildcats, détruit un cargo allemand et un petit navire côtier et bombarde un transport de troupes. Trois des avions ont été perdus par des tirs anti-aériens. Dans l'après-midi du 4 octobre, le Ranger est repéré par trois avions allemands. La patrouille aérienne de combat du Ranger abat deux avions ennemis et chasse le troisième.
Le Ranger est retourné à Scapa Flow le 6 octobre. Il a patrouillé avec le 2nd Battle Squadron britannique dans les eaux s'étendant au nord-ouest de l'Islande, puis a navigué depuis Hvalfjord le 26 novembre, arrivant à Boston le 3 décembre.

#### 1944–1945
Le 3 janvier 1944, Ranger est devenu un porte-avions d'entraînement à Quonset Point, Rhode Island. Cette tâche a été interrompue le 20 avril, lorsqu'il s'est rendu à Staten Island, New York, pour embarquer 76 chasseurs Lockheed P-38 Lightning (de l'US Air Force, l'US Marine et la marine nationale française). Parti le 24 avril pour sa cinquième et dernière mission de convoyage transatlantique, il arrive à Casablanca le 4 mai. Les nouveaux avions ont été échangés contre des avions endommagés de l'armée américaine et retournés pour réparation aux États-Unis, tandis que les passagers militaires sont montés à bord pour le retour à New York. Après New York, il a déménagé à Norfolk pour rénovation le 19 mai 1944.

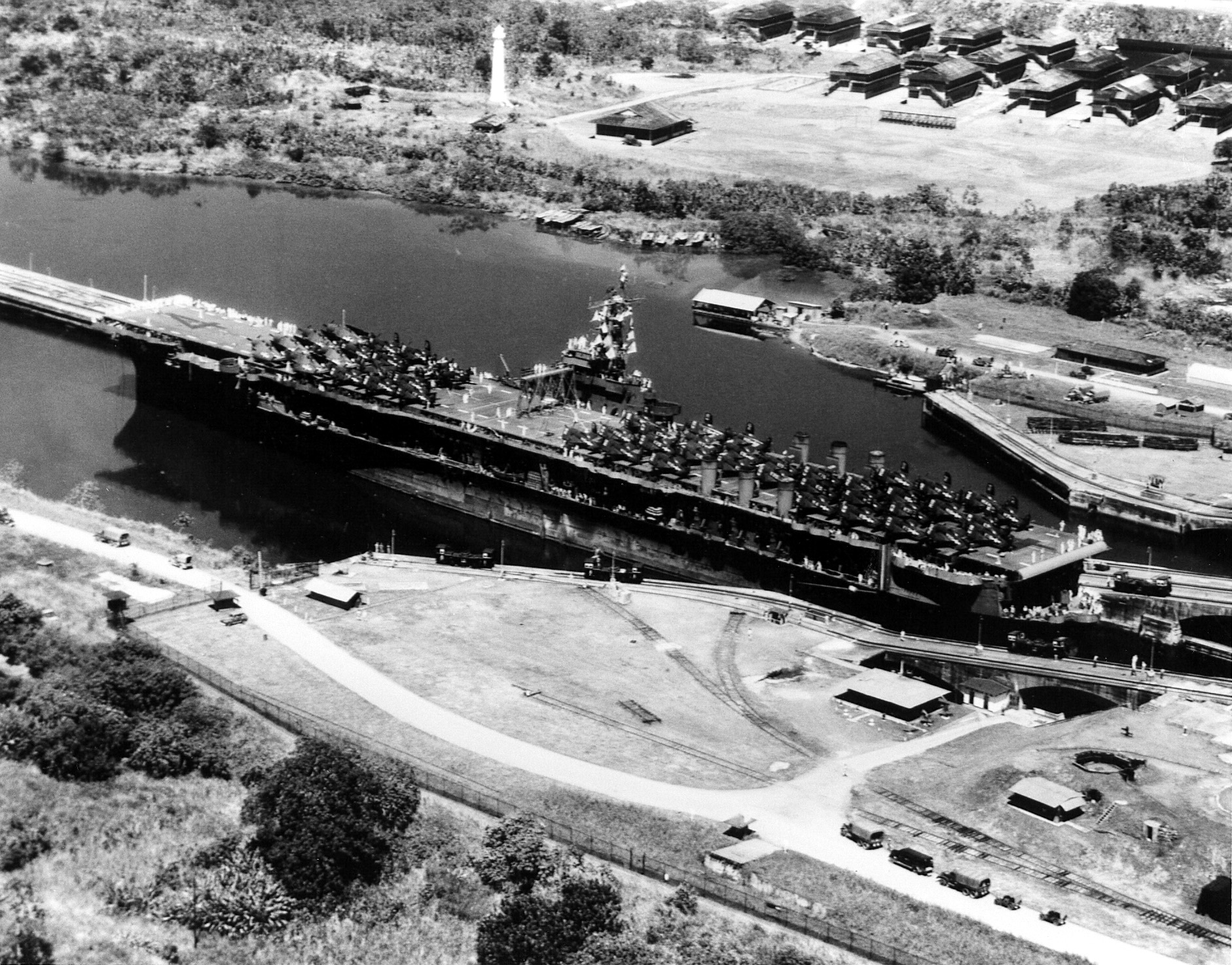
Ranger passant par le Canal de Panama en 1945

Le 11 juillet 1944, il a quitté Norfolk à destination de Panama. Il a transité par le Canal de Panama cinq jours plus tard, a embarqué plusieurs centaines de passagers de l'armée américaine à Balboa, Panama, et a navigué pour San Diego, y arrivant le 25 juillet . Après avoir embarqué les hommes et les avions du Night Combat Squadron 102 et près de 1 000 Marines, le Ranger a navigué dans les eaux hawaïennes le 28 juillet, arrivant à Pearl Harbor le 3 août. Pendant les trois mois suivants, il termina la guerre avec la flotte du Pacifique où il servit à l'entraînement de la chasse de nuit embarquée.

### Après-guerre
Le Ranger a quitté San Diego le 30 septembre 1945, il a embarqué des passagers civils et militaires à Balboa, puis a navigué pour la Nouvelle-Orléans, en Louisiane, où il est arrivé le 18 octobre. Après les célébrations de la Journée de la Marine, il est parti le 30 octobre pour de brèves opérations à Pensacola, en Floride, en tant que porte-avions d'entraînement, remplacé plus tard dans ce rôle par le porte-avions Saipan. Après avoir passé Norfolk, il est entré au chantier naval de Philadelphie le 19 novembre pour une révision. Il est resté sur la côte est jusqu'à ce qu'il soit mis au rebut au chantier naval de Norfolk le 18 octobre 1946 par le Naval Vessel Register le 29 octobre, il a été vendu à la ferraille à Sun Shipbuilding and Drydock Company, Chester, Pennsylvanie, le 31 janvier 1947.
- (Português) Cet article est partiellement ou en totalité issu de l’article de Wikipédia en portugais intitulé « USS Ranger (CV-4) » (voir la liste des auteurs).

## Source
- Le Guide des porte-avions, Gino Galuppini, Éd. F Nathan  (ISBN 978-2092848265)